# 圣马当
圣马当（法語：Saint-Maden，法語發音：[sɛ̃ madɛ̃]）是法国阿摩尔滨海省的一个市镇，位于该省东部，属于迪南区。

## 地理
圣马当（48°19'50"N, 2°4'38"W）面积6.56 平方千米，位于法国布列塔尼大區阿摩尔滨海省，该省份为法国西北部沿海省份，位于布列塔尼半岛北部，北濒大西洋英吉利海峡，西接菲尼斯泰尔省，南至莫尔比昂省，东临伊勒-维莱讷省。
与圣马当接壤的市镇（或旧市镇、城区）包括：冈罗克、普卢阿讷、普吕莫当、圣瑞瓦、特雷菲梅勒。
圣马当的时区为UTC+01:00、UTC+02:00（夏令时）。

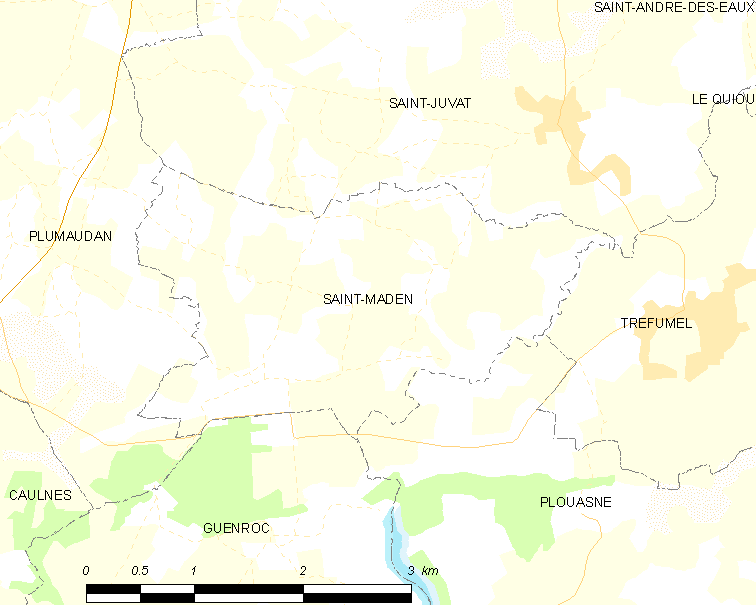
圣马当的OSM定位图

## 行政
圣马当的邮政编码为22350，INSEE市镇编码为22312。

## 政治
圣马当所属的省级选区为布龙县。

## 人口

1962-2008年间圣马当人口变化图示

圣马当于2022年1月1日时的人口数量为220人。